# Micropensioen
Micropensioen is een systeem om ouderen in de derde wereld te voorzien van een inkomen. Het pensioen wordt opgebouwd met kleine bijdragen van de deelnemers, denk aan 1½ euro inleg in de maand. Micropensioen is gevolgd op het succes van microkrediet. Micropensioen wordt zowel voor winstgeneratie als ook als non-profit-initiatief aangeboden.